# Natassia Malthe
Linn Natassia Malthe (Oslo, 19 januari 1974) is een Noors actrice en model. Ze groeide op in Noorwegen, Schotland en Canada en kreeg in laatstgenoemde land voor het eerst een rol in een televisieserie (Viper).
Malthe is de dochter van een Noorse vader (Harald) en een Filipijnse moeder (Phin). Ze heeft één zus, Kristin.

## Filmografie
- This Means War (2012)
- BloodRayne: The Third Reich (2011)
- Slave (2009)
- Alone in the Dark II (2008)
- The Other Side of the Tracks (2008)
- BloodRayne 2: Deliverance (2007)
- Sex and Death 101 (2007)
- DOA: Dead or Alive (2006)
- Skinwalkers (2006)
- Chaos (2005)
- La belle dame sans merci (2005)
- Awake (2005)
- Bound by Lies (2005)
- Wish You Were Here (2005)
- Devil's Highway (2005)
- Elektra (2005)
- Maxim Uncovered! Vol. 2 (2004)
- Chicks with Sticks (2004)
- A Guy Thing (2003)
- K-9: P.I. (2002)
- Halloween: Resurrection (2002)
- Stark Raving Mad (2002)
- 40 Days and 40 Nights (2002)
- Me, Myself & Irene (2000)
- Lake Placid (1999)
- Disturbing Behavior (1998)

## Trivia
- Malthe speelde zowel in BloodRayne als in Bloodsuckers (een televisiefilm uit 2005) een vampier.